# Rodrigo dos Santos
Rodrigo Alves dos Santos, conosciuto semplicemente come Jardel (Rio de Janeiro, 7 maggio 1981), è un ex pallavolista brasiliano, nel ruolo di centrale.

## Carriera
La carriera di Rodrigo dos Santos inizia a livello giovanile nella Fluminense Football Club. Nel 1998 vince il campionato sudamericano under 19 ed inizia la carriera professionistica col Olympikus Esporte Clube, col quale vince il Campionato Carioca. Nel 1999 vince campionato mondiale under 19 e passa per due stagioni all'Esporte Clube Unisul, col quale è finalista della Superliga 1999-00 e vince due volte il Campionato Catarinense; nel 2001 vince il campionato mondiale under 21.
Dopo una stagione all'União Suzano, passa allo Sport Club Ulbra, col quale vince per la prima volta la Superliga; dopo una stagione all'Esporte Clube Banespa, nel 2004-05 inizia un sodalizio di quattro stagioni col Minas Tênis Clube col quale disputa in altrettante stagioni la finale della Superliga, vincendo quella dell'edizione 2006-07 e ricevendo diversi premi individuali; si aggiudica anche cinque campionati statuali: tre Mineiri e due Paulisti.
Nella stagione 2008-09 ritorna allo Sport Club Ulbra, vincendo il campionato statale; la stagione successiva gioca per la prima volta all'estero con la New Mater Volley di Castellana Grotte, nella Serie A2 italiana, fallendo tuttavia la promozione nella massima serie. Nel 2010-11 torna in Brasile, vestendo la maglia del Cimed Esporte Clube, vincendo il Campionato Catarinense; nel 2011-12 gioca per il Juiz de Fora.
La stagione 2012-13 torna a giocare in Europa, vestendo la maglia del Chaumont Volley-Ball 52 Haute-Marne nella Ligue A francese, ma già nella stagione successiva torna al Juiz de Fora.

## Palmarès

### Club
- Campionato brasiliano: 2

2002-03, 2006-07
- Campionato Carioca: 1

1998
- Campionato Catarinense: 2

1999, 2000, 2010
- Campionato Mineiro: 3

2005, 2006, 2007
- Campionato Paulista: 2

2005, 2006, 2008

### Nazionale (competizioni minori)
- Campionato sudamericano under 19 1998
- Campionato mondiale under 19 1999
- Campionato mondiale under 21 2001

### Premi individuali
- 1998 - Campionato sudamericano under 19: Miglior muro
- 2005 - Superliga brasiliana: Miglior servizio
- 2007 - Superliga brasiliana: Miglior servizio
- 2007 - Coppa del Brasile: Miglior muro
- 2008 - Superliga brasiliana: Miglior servizio